# Stewartia sinii
Stewartia sinii là một loài thực vật có hoa trong họ Theaceae. Loài này được (Y.C. Wu) Sealy miêu tả khoa học đầu tiên năm 1967.